# Irmgarda de Colonia
Irmgarda (Irmingarda, Ermgadis, Ermengardis, Irmtraud, Irmentruth, Yrmenthrudis o Ermentrudis; de Süchteln, de Colonia, de Aspel o de Zutphen; Rees, 1000 - Colonia, c. 1065) fue una condesa de Aspel en 1013–1085. Venerada como santa por la Iglesia católica el 4 de septiembre.
Se encuentra principalmente en Süchteln cerca de Viersen y en Casa Aspel.
Sus reliquias se conservan en un sarcófago en el altar de la catedral de Colonia.
Las fuentes la muestran como condesa reinante, y después de la muerte de sus padres, distribuyó su riqueza entre hospitales, iglesias e instituciones sociales. Vivió una vida sencilla en soledad y realizó tres peregrinaciones a Roma. Pasó sus últimos años en Colonia, donde apoyó capillas y conventos.

## Hagiografía
Las fechas y circunstancias de la vida de Irmgarda no están claras, ya que la tradición legendaria no permite conclusiones fiables.
Entre otras cosas, se documenta lo siguiente:
- la existencia de la condesa Irmingardis en 1013
- una escritura imperial de donación a Irmingardis en 1041
- la escritura de donación de la condesa Irmintrudis del año 1075, en la que traslada al preboste Rees a la archidiócesis de Colonia[1]
- una leyenda según la cual Irmingardis vivía como ermitaña en el bosque con adictos

En el Lexicon of Saints de Stadler se lee: “Se ha distinguido particularmente por su caridad trabajadora y su rara piedad. Sus devociones la impulsaron tres veces a hacer un viaje a Roma a las tumbas de los apóstoles, donde cada vez se le obsequió con muchas reliquias de santos mártires.  Entre otras cosas, debería formar parte de la cabecera del Papa Silvestre I lo llevó a Colonia y lo dio a la iglesia catedral en la que fue enterrada después de su muerte".
Históricamente, no se puede asegurar lo más mínimo de la leyenda, en particular, las reliquias de Silvestre I no fueron retiradas de Roma.

## Intentos de reconstruir las biografías
Si bien los documentos eclesiásticos más antiguos del siglo XII asumían cada vez más que solo había una persona benevolente cuyo nombre debería equipararse, en investigaciones recientes se han llevado a cabo varios intentos de reconstrucción que asumen hasta tres personas: una Irmgard mayor (de Aspel), una Irmgard joven  (de Süchteln) y una hermana Irmtrud (de Aspel). La enciclopedia ecuménica de los santos asume a la fundadora/madre Irmgard y a la peregrina/hija Irmtrud como dos personas distintas cuyas leyendas están fuertemente mezcladas; Klaus-Gunther Wesseling, por otro lado, rechazó la “demarcación construida” entre la condesa/donante Irmgard y la virgen/peregrina Irmgard: por lo tanto, era solo una persona.
El castillo de Aspel fue construido en el siglo X por Richizo de Aspel, sobrino del arzobispo Wichfrid de Colonia. El hijo de Richizo, Godizo de Aspel, heredó estas instalaciones; murió alrededor del año 1011/1012; su viuda, cuyo nombre se desconoce, alrededor de 1022. Se cree que el nacimiento de su hija Irmgard fue alrededor de 1002. Se dice que se casó con el conde Kadelo entre 1020 y 1030, este matrimonio no tuvo hijos. Pudo administrar una gran fortuna y vivía en Colonia, donde se dice que fue una benefactora de los pobres de la ciudad.  Ella donó una iglesia en Haldern y fundó la fundación colegiada en Rees. Fue enterrada en la catedral de Colonia; en 1319, sus huesos fueron trasladados a la capilla de Inés en el nuevo coro.
Después de una reconstrucción, la condesa Irmgard de Aspel murió en la primavera de 1064/1065. Su hermana menor Irmtrud de Aspel hizo la donación de Rees al arzobispado en 1075. Una de las hijas de Irmtrud fue la posterior ermitaña Irmgard de Süchteln, de quien se dice que hizo las tres peregrinaciones a Roma.
Según otra reconstrucción, la anciana Irmgard de Aspel era hija única, prima lejana del emperador Enrique III. Le dio varias propiedades en 1041, que después de su muerte en 1065 pasaron a manos de sus hijas Irmtrud e Irmgard. La hija Irmtrud hizo la donación al arzobispado en 1075; la hija Irmgard fue de peregrinaje a Roma y se convirtió en ermitaña.
Otra interpretación de las fuentes indica que se trataba de una sola persona, a la que se le hicieron leyendas relativas a ermitas y romerías; sólo una de las fechas de muerte (alrededor de 1065 o alrededor de 1080) podría ser correcta; la transferencia de las propiedades a la Archidiócesis de Colonia tuvo lugar "después de 1040".

## Veneración
En 1142, el arzobispo Arnold de Colonia apeló a la donación de Rees y mencionó a Irmtrudis en un documento como "christianissima mulier", como "la mujer (esposa) más cristiana".  Otro documento del Capítulo de la Catedral de Colonia de 1319 registró a Yrmetrudis como donante de donaciones caritativas, en este documento, Irmtrudis se menciona por primera vez como "santa". En los siglos XIV y XV fue ampliamente venerada como beata Ernitrudis.  A finales del siglo XV, el cronista Willem van Berchen informó que Irmgard Süchteln legó un monasterio en 1071. Al mismo tiempo, comenzó el culto de Santa Irmgardis en Süchteln;  mientras que se suprimió el nombre Irmtrudis. En 1523 se imprimió en Colonia una leyenda de los santos en lengua alemana con el título "Eyne schone sunerlyche Historie van der edeler vnd hillyger Junferen sent Jrmgard" (VD 16, S 3401).
La Iglesia Católica celebra su onomástica el 4 de septiembre.
El culto se centra principalmente en los adictos, el "Irmgardisstadt". Irmgard es la patrona de la ciudad que protege a la comunidad en caso de emergencia. El hospital St. Irmgardis en Süchteln, un jardín de infancia, el Irmgardis Stift (anteriormente un internado para niñas, ahora un hogar de ancianos) y el Irmgardiskapelle en el llamado Heiligenberg llevan sus nombres en Süchteln.
Los atributos incluyen el bastón del peregrino y un guante ensangrentado (basado en una leyenda sobre su transporte de reliquias).
Una vez al año, en septiembre (el domingo después del 4 de septiembre o el mismo 4 de septiembre), la Octava Irmgardis tiene lugar en su honor, un evento de la iglesia de ocho días con servicios religiosos.  El comienzo de las celebraciones, a las que se esperan muchos invitados de fuera, en parte también del extranjero, es la procesión de Irmgardis, durante la cual la custodia con los huesos de  Irmgard de la iglesia parroquial de San Clemente en Süchteln a través de un camino de la cruz con estaciones para arrodillarse hasta Irmgardiskapelle en Heiligenberg, el supuesto lugar de trabajo. Allí se llevará a cabo un servicio forestal.
El Irmgardispfad funciona como una ruta de senderismo y peregrinaje cerca de la ciudad de Viersen, en el distrito del Bajo Rin.